# Білоруська система мір
Білоруська система мір (беларуская сістэма мер) — неметрична система вимірювання, яка використовувалася у Великому князівстві Литовському, а також на його територіях деякий час після поділів Речі Посполитої.
- Відстань і довжина (даўжыня):

|                            |                        | Система СІ                               |
| -------------------------- | ---------------------- | ---------------------------------------- |
| миля                       | 5 верст                |                                          |
| верста                     | 798 сажнів             | 1559,7 м                                 |
| велика верста              | 1000 сажнів            | 1948,8 м                                 |
| сажень                     | 3 лікті 6 стоп 72 цалі | 1,9488 м                                 |
| лікоть                     | 2 стопи 24 цалі        | 0,6496 м                                 |
| стопа                      | 12 цілі                | 0,325 м                                  |
| цілі (дюйм)                |                        | 0,027 м                                  |
| гоні (гон)                 |                        | 80-100 м (міра ніколи не була офіційною) |
| стая                       |                        | близько 80 м                             |
| стрелення (стрільбище)     |                        | 60-70 м                                  |
| шнур (довжини)             | 75 ліктів              | 48,7 м                                   |
| прут (довжини)             | 7,5 ліктя              | 4,78 м                                   |
| прутик (прентик) (довжини) |                        | 0,487 м                                  |

- Площа і поземельні виміри:

|                                | морги     |                                    | гектар   | Система СІ |
| ------------------------------ | --------- | ---------------------------------- | -------- | ---------- |
| волока                         | 30 моргів | 9000 кв. прутів / 67500 кв. ліктів | 21,36 га | 213600 м²  |
| морг                           |           | 3 кв. шнури                        | 0,71 га  | 7100 м²    |
| кв. шнур                       |           | 100 кв. прутів                     | 0,237 га | 2370м²     |
| кв. прут (прент)               |           | 100 кв. прутиків                   |          | 23,7 м²    |
| кв. прутик (прентик)           |           |                                    |          | 0,237 м²   |
| франконський більший лан       | 50 моргів |                                    | 35,5 га  | 355000 м²  |
| франконський менший лан        | 40 моргів |                                    | 28,4 га  | 284000 м²  |
| німецький лан                  | 43 могри  |                                    | 30,5 га  | 305000 м²  |
| польський кмецький більший лан | 21 морг   |                                    | 14,91 га | 149100 м²  |
| польський кмецький менший лан  | 6 моргів  |                                    | 4,26 га  | 42600 м²   |
| ревізький лан                  | 30 моргів |                                    | 21,36 га | 213600 м²  |